# Have a Little Faith (Gotthard)
Have a Little Faith è il terzo e ultimo singolo estratto da Human Zoo, il sesto album in studio della rock band svizzera Gotthard.
La canzone è stata accompagnata da un video musicale, incluso nel singolo come contenuto speciale.
Una speciale versione registrata interamente al pianoforte è presente nella raccolta Heaven - Best of Ballads 2 del 2010.

## Tracce
CD-Maxi Ariola 82876-55760-2
1. Have a Little Faith – 4:31 (Steve Lee, Leo Leoni, Marc Tanner)
2. First Time in a Long Time – 4:32 (Lee, Leoni, Tanner, Ray)
3. Have a Little Faith – Video

## Classifiche
| Classifica (2003) | Posizione massima |
| ----------------- | ----------------- |
| Svizzera          | 49                |